# Twice: Seize the Light
Twice: Seize the Light es una miniserie documental web surcoreana de 2020 protagonizada por Nayeon, Jeongyeon, Momo, Sana, Jihyo, Mina, Dahyun, Chaeyoung y Tzuyu, integrantes del grupo femenino musical Twice. Dirigido por Heejin Jeong y Jungho Li, el documental trata sobre la experiencia del grupo surcoreano en su primera gira mundial Twicelights de 2019.
Twice: Seize the Light se lanzó en todo el mundo a través de YouTube Originals el 29 de abril de 2020.

## Sinopsis
El documental de acceso total cubre el trabajo que han experimentado las miembros del grupo Twice en su primera gira mundial en 2019; el estrés entre bastidores durante la gira Twicelights y superando esas luchas a través de la confianza y la dependencia mutua, y su viaje como aprendices hacia su primera gira mundial.

## Reparto
- Im Na-yeon
- Yoo Jeong-yeon
- Momo Hirai
- Minatozaki Sana
- Park Ji-hyo
- Mina Myoi
- Kim Da-hyun
- Son Chae-young
- Zhōu Zǐyú
- Park Jin-young

## Producción
En agosto de 2019, Billboard reveló que YouTube y JYP Entertainment habían cooperado y se habían asociado para crear una serie documental de YouTube. Esta es la primera serie documental que realizó Twice. Antes del lanzamiento del primer episodio de Twice: Seize the Light, Jihyo, líder del grupo, anunció la fecha de lanzamiento de su noveno EP, More & More.

## Recepción
La serie fue comentada por Yae-rim Kwon de The Korea Herald, quien señaló haber disfrutado de los episodios, pero deseó que se haya profundizado más. Nadie Esteban de Cosmopolitan también comentó sobre la serie, afirmando que es «una gran oportunidad para que los fanáticos se acerquen más a Twice de una manera mucho más personal».

## Episodios
| N.º en serie | N.º en temp. | Título                                                | Duración | Dirigido por             | Escrito por | Fecha de emisión original |
| ------------ | ------------ | ----------------------------------------------------- | -------- | ------------------------ | ----------- | ------------------------- |
| 1            | 1            | «First step towards our dream»                        | 15 min.  | Heejin Jeong y Jungho Li | Sera Baek   | 29 de abril de 2020       |
| 2            | 2            | «Those fierce days, story of 9 trainees»              | 17 min.  | Heejin Jeong y Jungho Li | Sera Baek   | 29 de abril de 2020       |
| 3            | 3            | «Us, who grew stronger from sweatdrops shed together» | 16 min.  | Heejin Jeong y Jungho Li | Sera Baek   | 29 de abril de 2020       |
| 4            | 4            | «TWICE is TWICE»                                      | 17 min.  | Heejin Jeong y Jungho Li | Sera Baek   | 29 de abril de 2020       |
| 5            | 5            | «Why we can't stop even when breathless»              | 14 min.  | Heejin Jeong y Jungho Li | Sera Baek   | 29 de abril de 2020       |
| 6            | 6            | «Siren»                                               | 15 min.  | Heejin Jeong y Jungho Li | Sera Baek   | 29 de abril de 2020       |
| 7            | 7            | «The light that never changes»                        | 15 min.  | Heejin Jeong y Jungho Li | Sera Baek   | 29 de abril de 2020       |
| 8            | 8            | «May our light touch all»                             | 14 min.  | Heejin Jeong y Jungho Li | Sera Baek   | 29 de abril de 2020       |
| 9            | ESP          | «Light, and together»                                 | 22 min.  | Heejin Jeong y Jungho Li | Sera Baek   | 24 de junio de 2020       |